# Christoph Hein
Christoph Hein (Heinzendorf, Szilézia, ma: Jasienica, Lengyelország, 1944. április 8.–) kortárs német író. Írói álnevei a következők: Kurisutofu Hain, Kristof Hajn, Kristof Chajn, Kristoph Chaïn és Kristop' Haini.

## Élete
Christoph Hein a Lipcse melletti Bad Dübenben nőtt fel egy lelkész gyermekeként. 1967 és 1971 között Berlinben és Lipcsében filozófiát és logikát tanult az egyetemen. Ezt követően előbb dramaturgként és színházi szerzőként dolgozott, majd 1979-től szabadúszó íróként.
Hein színdarabokat, verseket és prózaműveket is ír, emellett pedig Jean Racine és Molière műveinek német fordítójaként is ismert.
Több műve magyar fordításban is megjelent.

## Művei

### Színdarabok
- 1974 Schlötel oder Was solls. Eine Komödie
- 1976 Vom hungrigen Hennecke. Ein Kinderspiel
- 1979 Die Geschäfte des Herrn John D. Revue für Schauspieler
- 1980 Cromwell. Ein Schauspiel
- 1980 Lassalle fragt Herrn Herbert nach Sonja. Die Szene ein Salon. Schauspiel in drei Akten
- 1982 Der neue Menoza oder Geschichte des kumbanischen Prinzen Tandi. Komödie nach Jakob Michael Reinhold Lenz
- 1983 Die wahre Geschichte des Ah Q. Nach Lu Xun
- 1987 Passage. Ein Kammerspiel in drei Akten
- 1989 Die Ritter der Tafelrunde
- 1994 Randow. Eine Komödie
- 1999 Bruch. Schauspiel in vier Akten
- 1999 In Acht und Bann. Komödie in einem Akt
- 1999 Zaungäste. Lustspiel
- 1999 Himmel auf Erden. Lustspiel
- 2000 Mutters Tag
- 2002 Zur Geschichte des menschlichen Herzens oder Herr Schubart erzählt Herrn Lenz einen Roman, der sich mitten unter uns zugetragen hat. Komödie

### Próza
- 1980 Die Witwe eines Maurers
- 1980 Frank, eine Kindheit mit Vätern (novella)
- 1980 Einladung zum Lever Bourgeois (magy. Meghívó polgári lever-re, elbeszélések)
- 1982 Der fremde Freund (magy. Az idegen barát, novella)
- 1984 Das Wildpferd unterm Kachelofen (gyerekkönyv)
- 1985 Horns Ende (magy. Horn halála, regény)
- 1987 Öffentlich arbeiten (esszék és beszélgetések)
- 1989 Der Tangospieler (magy. Régi tangó, elbeszélés)
- 1990 Als Kind habe ich Stalin gesehen (esszék és beszédek)
- 1993 Das Napoleon-Spiel (regény)
- 1994 Exekution eines Kalbes und andere Erzählungen (novellák)
- 1997 Von allem Anfang an (önéletrajz)
- 2000 Willenbrock (regény)
- 2003 Mama ist gegangen (gyermekregény)
- 2004 Landnahme (magy. Honfoglalás, regény)
- 2005 In seiner frühen Kindheit ein Garten (regény)
- 2005 Das goldene Vlies. Erzählung (elbeszélés)
- 2007 Frau Paula Trousseau (magy. Paula Trosseau, regény)
- 2009 Über die Schädlichkeit des Tabaks. Rede an die Abiturienten des Jahrgangs 2009
- 2011 Weiskerns Nachlass
- 2013 Vor der Zeit: Korrekturen (elbeszélések)
- 2016 Glückskind mit Vater (regény)
- 2017 Trutz (regény)
- 2018 Verwirrnis (regény)
- 2019 Gegenlauschangriff – Anekdoten aus dem letzten deutsch-deutschen Kriege
- 2019 Alles, was du brauchst. Die 20 wichtigsten Dinge im Leben (gyerekkönyv)
- 2020 Ein Wort allein für Amalia

## Magyarul
- Az idegen barát; ford. Jelinek Mária; Magvető, Bp., 1986 (Rakéta Regénytár)
- Meghívás polgári lever-re. Elbeszélések; ford. Györffy Miklós et al.; Európa, Bp., 1986 (Modern könyvtár)
- Horn halála; ford. Várady-Brenner Mária; Európa, Bp., 1989
- Régi tangó; ford. Makai Tóth Mária; Európa, Bp., 2006
- Honfoglalás; ford. Murányi Beatrix; Európa, Bp., 2006
- Paula Trousseau; ford. Makai Tóth Mária; Európa, Bp., 2010